# ناحیه ادی، شهرستان گریجس، داکوتای شمالی
شهرستان ادی، بخش گریجس، شمال داکوتا (به انگلیسی: Addie Township, Griggs County, North Dakota) در ایالات متحده آمریکا است که در داکوتای شمالی واقع شده‌است.

## خصوصیات
شهرستان ادی ۹۲٫۰ کیلومترمربع مساحت و ۵۳ نفر جمعیت دارد و ۴۴۴ متر بالاتر از سطح دریا واقع شده‌است.